# Trüstedtit
Trüstedtit ist ein sehr selten vorkommendes Mineral aus der Mineralklasse der „Sulfide und Sulfosalze“ mit der Endgliedzusammensetzung Ni2+Ni3+2Se4, vereinfacht auch Ni3Se4, und damit chemisch gesehen ein Nickelselenid mit dem Stoffmengenverhältnis von Nickel zu Selen gleich 3 : 4 und das Nickel-Analogon von Bornhardtit. Beide zählen strukturell gesehen zur Gruppe der Spinelle.
Trüstedtit kristallisiert im kubischen Kristallsystem, konnte jedoch bisher nur erzmikroskopisch als Einschlüsse von winzigen, idiomorphen Kristallen in Clausthalit entdeckt werden. Das Mineral ist undurchsichtig und erscheint unter dem Auflichtmikroskop messinggelb mit einem metallischen Glanz.
Mit Polydymit (Ni2+Ni3+2S4) bildet Trüstedtit Mischkristalle, deren Farbe mit steigendem Schwefelgehalt von Gelb in Richtung Oliv tendiert.

## Etymologie und Geschichte

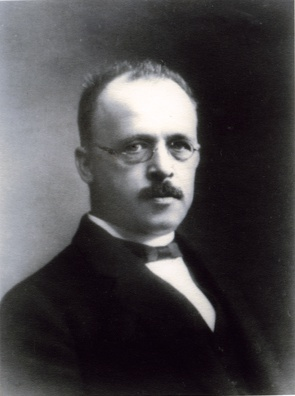
Otto Trüstedt (1866–1929)

Die synthetische Verbindung Ni3Se4, allerdings in monokliner Symmetrie, wurde bereits 1960 durch Johannes-Erich Hiller und W. Wegener dargestellt.
Als natürliche Mineralbildung wurde Trüstedtit erstmals zusammen mit Kullerudit, Mäkinenit, Sederholmit und Wilkmanit in Mineralproben aus dem Kitka-Tal nahe Kuusamo in der finnischen Landschaft Nordösterbotten entdeckt und durch Yrjö Vuorelainen, A. Huhma und T. A. Häkli beschrieben. Sie benannten das Mineral nach dem finnischen Geologen und Bergbauingenieur Otto (Alexander Paul) Trüstedt (1866–1929), um seine Pionierarbeit in der Entwicklung von Prospektionsmethoden zu ehren, die zur Entdeckung der Outokumpu-Lagerstätten führte.
Nach Anerkennung von Trüstedtit als eigenständige Mineralart durch die International Mineralogical Association (IMA) mit einem Votum von über 60 % erfolgte die Publikation der Erstbeschreibung 1964 im Wissenschaftsmagazin Comptes Rendus de la Société Géologique de Finlande.
Das Typmaterial (Cotyp, CT) von Trüstedtit wird an der Mines ParisTech in Paris (Frankreich) aufbewahrt.

## Klassifikation
Die strukturelle Klassifikation der IMA zählt den Trüstedtit zur Spinell-Supergruppe, wo er zusammen mit Bornhardtit die Bornhardtit-Untergruppe innerhalb der Selenospinelle bildet.
Bereits in der veralteten 8. Auflage der Mineralsystematik nach Strunz gehörte der Trüstedtit zur Mineralklasse der „Sulfide und Sulfosalze“ und dort zur Abteilung der „Sulfide mit (dem Stoffmengenverhältnis) M(etall) : S(chwefel) < 1 : 1“, wo er zusammen mit Bornhardtit, Carrollit, Daubréelith, Greigit, Indit, Linneit, Polydymit, Siegenit, Tyrrellit und Violarit die „Linneit-Reihe“ mit der Systemnummer II/C.01 bildete.
Im zuletzt 2018 überarbeiteten und aktualisierten Lapis-Mineralienverzeichnis nach Stefan Weiß, die formal auf der alten Systematik von Karl Hugo Strunz in der 8. Auflage basiert, erhielt das Mineral die System- und Mineralnummer II/D.01-130. In der „Lapis-Systematik“ entspricht dies ebenfalls der Abteilung „Sulfide mit dem Stoffmengenverhältnis Metall : S,Se,Te < 1 : 1“, wo Trüstedtit zusammen mit Bornhardtit, Cadmoindit, Carrollit, Cuprokalininit, Daubréelith, Fletcherit, Florensovit, Greigit, Indit, Kalininit, Linneit, Polydymit, Siegenit, Tyrrellit und Violarit die „Linneitgruppe“ mit der Systemnummer II/D.01 bildet.
Die von der IMA bis 2009 aktualisierte 9. Auflage der Strunz’schen Mineralsystematik ordnet den Trüstedtit dagegen in die Abteilung der „Metallsulfide mit M : S = 3 : 4 und 2 : 3“ ein. Diese ist weiter unterteilt nach dem genauen Stoffmengenverhältnis, so dass das Mineral entsprechend seiner Zusammensetzung in der Unterabteilung „M : S = 3 : 4“ zu finden ist, wo es zusammen mit Bornhardtit, Cadmoindit, Carrollit, Cuproiridsit, Cuprorhodsit, Daubréelith, Fletcherit, Florensovit, Greigit, Indit, Kalininit, Linneit, Malanit, Polydymit, Siegenit, Tyrrellit und Violarit sowie dem als fraglich geltenden Xingzhongit und dem 2017 diskreditierten Ferrorhodsit die „Linneitgruppe“ Systemnummer 2.DA.05 bildet.
Die von der Mineraldatenbank „Mindat.org“ weitergeführte Strunz-Klassifikation, die sich im Aufbau nach der 9. Auflage der Strunz’schen Mineralsystematik richtet, führt in der Gruppe 2.DA.05 auch die nach 2009 neu beschriebenen Spinelle Berndlehmannit, Cuprokalininit, Joegoldsteinit, Nickeltyrrellit und Shiranuiit auf. Die Spinelle Ezochiit und Grimmit werden hier zusammen mit Ferrodimolybdänit (FeMo2S4), Zaykovit (Rh3Se4) und Zolenskyit (FeCr2S4) der allgemeineren Gruppe 2.DA (Metallsulfide mit M:S=3:4) zugewiesen.
In der vorwiegend im englischen Sprachraum gebräuchlichen Systematik der Minerale nach Dana hat Trüstedtit die System- und Mineralnummer 02.10.01.09. Die entspricht ebenfalls der Klasse der „Sulfide und Sulfosalze“ und der Abteilung der „Sulfidminerale“. Hier ist er in der „Linneitgruppe (Isometrisch: Fd3m)“ mit der Systemnummer 02.10.01 innerhalb der Unterabteilung „Sulfide – einschließlich Seleniden und Telluriden – mit der Zusammensetzung AmBnXp, mit (m+n) : p = 3 : 4“ zu finden.

## Chemismus
Die Endgliedzusammensetzung Ni2+Ni3+2Se4 erfordert 35,79 % Nickel (Ni) und 64,21 % Selen (Se).
Die Analyse des finnischen Typmaterials ergab allerdings eine leicht abweichende Zusammensetzung von 29,5 % Nickel, 6,4 % Cobalt und Selen 64,1 % sowie Spuren von Kupfer und Schwefel, was mit der vereinfachten Zusammensetzung (Ni,Co)3Se4 korrespondiert.

## Kristallstruktur
Trüstedtit kristallisiert mit kubischer Symmetrie der Raumgruppe Fd3m (Raumgruppen-Nr. 227) mit der Struktur von Spinell. Der natürliche Mischkristall hat dem Gitterparameter a = 9,94 Å sowie 8 Formeleinheiten pro Elementarzelle.

## Eigenschaften
Die Mohshärte von Trüstedtit wurde mit ≈ 2,5 bis 3 ermittelt. Aufgrund der zu geringen Materialmenge konnte die Dichte des Minerals bisher nicht gemessen, sondern nur anhand der Kristallstruktur errechnet werden und beträgt 6,62 g/cm³.
Das Reflexionsvermögen von Trüstedtit ist höher als von Sederholmit und Penroseit. Trüstedtit weist keine Innenreflexe auf.

## Modifikationen und Varietäten
Die Verbindung Ni3Se4 ist dimorph und kommt in der Natur neben dem kubisch kristallisierenden Trüstedtit noch als monoklin kristallisierender Wilkmanit vor.

## Bildung und Fundorte
An seiner Typlokalität, dem Kitka-Tal in Finnland, fand sich Trüstedtit in uranhaltigen Calcit-Gängen im Sill einer Schieferformation, bestehend aus Albit-Diabas. Neben den bereits genannten Begleitmineralen Clausthalit, Kullerudit, Mäkinenit, Sederholmit (auch β-NiSe) und Wilkmanit trat unter anderem noch Penroseit auf.
In der Gold-Selen-Lagerstätte Qiongmo im Kreis Zoigê (auch Dzöge) im Norden der chinesischen Provinz Sichuan trat das Mineral neben gediegen Gold unter anderem noch vergesellschaftet mit selenhaltigem Famatinit, Gersdorffit und Stibnit sowie mit Antimonselit, Baryt, Quarz und Tiemannit auf.
Der bisher einzige bekannte Fundort in Deutschland ist das ehemalige Bergbaugebiet Tilkerode (Abberode) im Landkreis Mansfeld-Südharz in Sachsen-Anhalt. In den zahlreichen Stollen, Pingen, Halden und kleinen Steinbrüchen wurden bis 1865 vordringlich Eisenerze abgebaut. Ab 1825 erkannte man zudem, dass die Erze beträchtliche Gold- und Selengehalte enthalten.
Des Weiteren ist bisher nur noch ein als Hope's Nose bekannter, kleiner Calcitgang mit Gold- und Palladium-Mineralisation nahe Torquay in der englischen Grafschaft Devon als Fundort für Trüstedtit dokumentiert (Stand 2018).